# Punta Taviela
La Punta Taviela (3.612 m s.l.m. ) è una montagna del Gruppo Ortles-Cevedale nelle Alpi Retiche meridionali, posta tra la Lombardia (provincia di Sondrio) ed il Trentino.

## Caratteristiche

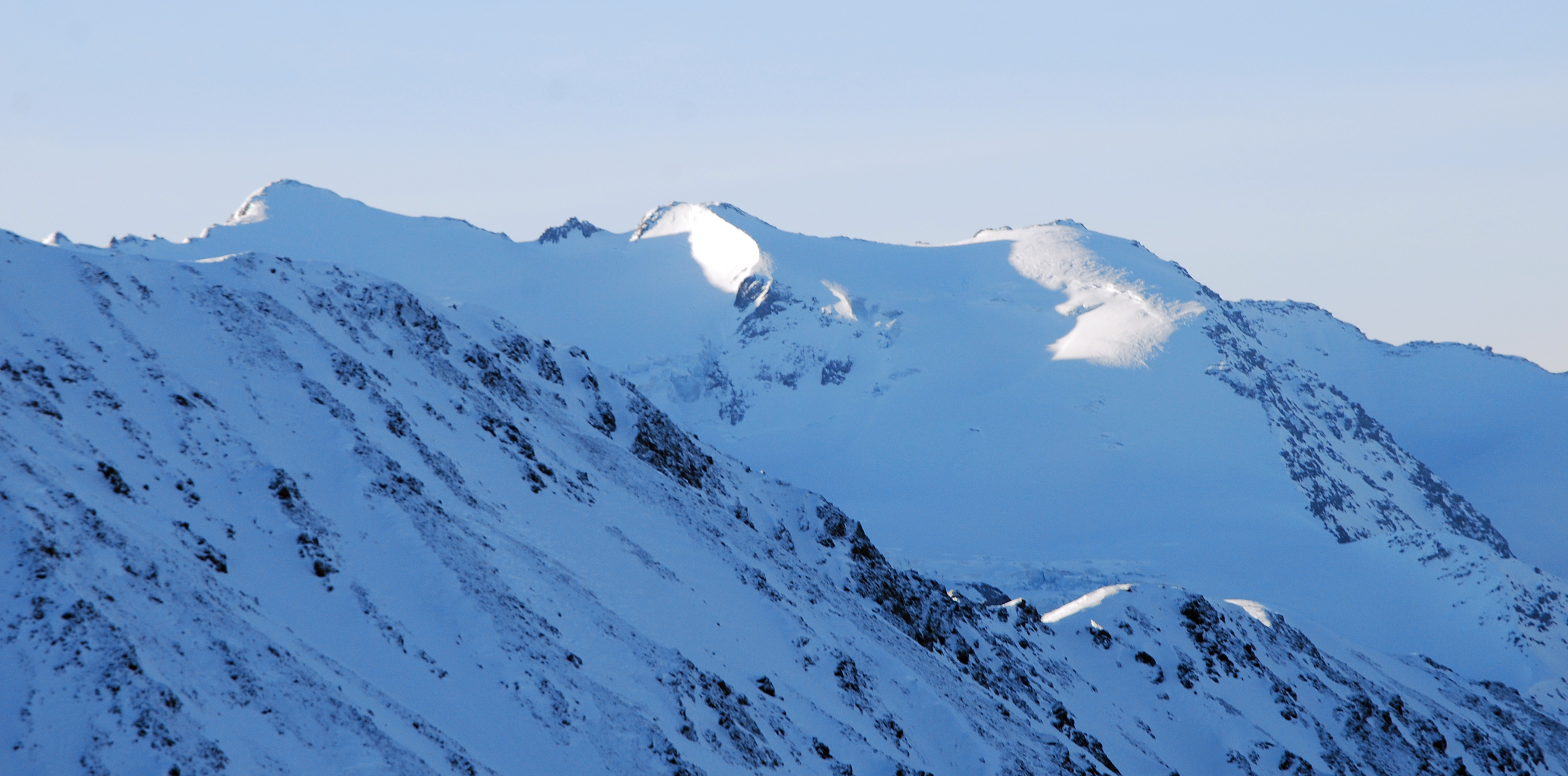
La Punta Taviela (a sinistra) e la Cima di Peio (a destra) viste da nord-ovest.

La montagna è collocata lungo la cresta che dal Monte Cevedale giunge alla Punta San Matteo passando dal Monte Vioz. Subito ad ovest della montagna si trova la Cima di Peio.
La punta Taviela contorna a sud-est il Ghiacciaio dei Forni.

## Salita alla vetta
Può essere salita partendo da Santa Caterina Valfurva e passando dal Rifugio Ghiacciaio dei Forni e dal Rifugio Cesare Branca.